# Shlomo Artzi
Shlomo Artzi (în ebraică שלמה ארצי; n. 26 noiembrie 1949, Israel) este un cântăreț autor israelian în domeniul muzicii ușoare. 
A debutat ca solist în formația muzicală a Flotei militare și a ajuns vedetă în urma câștigării în anul 1970 a premiului Festivalului cântecului și șlagărului israelian.
În anii 1970-1976 a înregistrat mai multe albume, câteva cu formația Gveret Tapuah, dar nu a ajuns încă la recunoașterea artistică pe care și-a dorit-o, nici la un succes comercial semnificativ, deși a devenit Cântărețul anului în topul Radiodifuziunii israeliene, i s-a decernat premiul Kinor David (Lira lui David), în 1974 și apoi a câștigat iarăși premiul Festivalului cântecului israelian și a participat în 1975 ca reprezentant al Israelului la Concursul Eurovision.
Când deja era cât pe ce să renunțe la cariera muzicală, în 1977 s-a hotărât să înregistreze un ultim album, „Ghever holekh le'ibud” (Un bărbat în rătăcire), în producție proprie, fără intervenția vreunei companii de discuri. Albumul acesta s-a bucurat de așa un succes încât, datorită lui și apoi ca urmare a altor albume reușite, Shlomo Artzi și-a asigurat în deceniile următoare un loc privilegiat în inima publicului israelian de toate vârstele. El continuă să-și producă discurile în mod independent, cu colaborarea producătorului Louis Lahav.
În 2009 i s-a decernat premiul Asociației compozitorilor și interpreților din Israel pentru întreaga sa activitate. Din anul 1980 și până în 2009 Artzi a avut o emisiune săptămânală "Od lo shabat" (Încă nu-i sâmbăta) la postul de radio al armatei, Galey Tzahal. În 2012 a primit titlul de doctor honoris causa al Universității Haifa. În 2023 a fost propus pentru decernarea Premiului de stat, Premiul Israel, dar l-a refuzat, în împrejurările legate de aprigile dispute în opinia publică israeliană în jurul reformei judiciare radicale inițiate după noiembrie 2022 de guvernul de dreapta - extremă dreapta condus de Binyamin Netanyahu. 

## Biografie

### Familia și anii de început
Shlomo Artzi s-a născut în 1949 la Aloney Abba ca fiu al lui Mimi, născută Liquernik, și a lui Yitzhak Artzi (născut Izu Hertzig) (1920-2003), activist sionist liberal originar din Siret, Bucovina și care a îndeplinit mai târziu funcții de deputat în Knesset din partea Partidului Liberal Independent și de viceprimar al Tel Avivului. Sora sa, Nava Semel, a fost cunoscută ca scriitoare și dramaturgă. Bunica din partea mamei, Rahel, a fost sora rabinului Meir Shapira din Lublin.
În copilărie, la vârsta de 7 ani, Shlomo Artzi s-a mutat cu familia în cartierul Ramat Israel din Tel Aviv. În anii de școală s-a evidențiat prin calitățile sale actoricești, iar de la 12 ani a început să cânte la ghitară și din voce la întâlnirile cu prietenii. De la 16 ani a început și să scrie și compună cântece. Cu „Duetul Sinai”, pe care l-a realizat împreună cu colega sa de școală, Rivka Menashe, care avea sa devină cunoscută mai târziu ca solistă sub numele de Riki Gal, a început să apară în fața soldaților din Sinai.
Înrolându-se în armată, a trecut cu succes examenele de admitere în ansamblurile de divertisment și muzică ale armatei, dar din cauza profilului militar înalt, a fost recrutat în comandoul marin. Nevoind însă să facă antrenamentele necesare ca parașutist din cauza fobiei de înălțimi, a fost transferat în cele din urmă la forțele de blindate. Abia după un an și jumătate, după ce a fost rănit, i s-a dat voie sa se transfere la Ansamblul de divertisment al flotei militare. Acolo a colaborat la programele Uvayom hashlishi (În ziua a doua) și Rapsoda bekahol(Pluta albastră), alături de interpreții Rivka Zohar, Dov Glickman, Avi Uriya și vechea sa colegă, Riki Gal.În 1969 a devenit principalul solist al formației, distingându-se în cântecele „Anshey Hadmamá”, „Idishe piraten”, „Ksheehye gadol”, apărând într-unul din primele videoclipuri israeliene.

### Primele succese 1970-1974

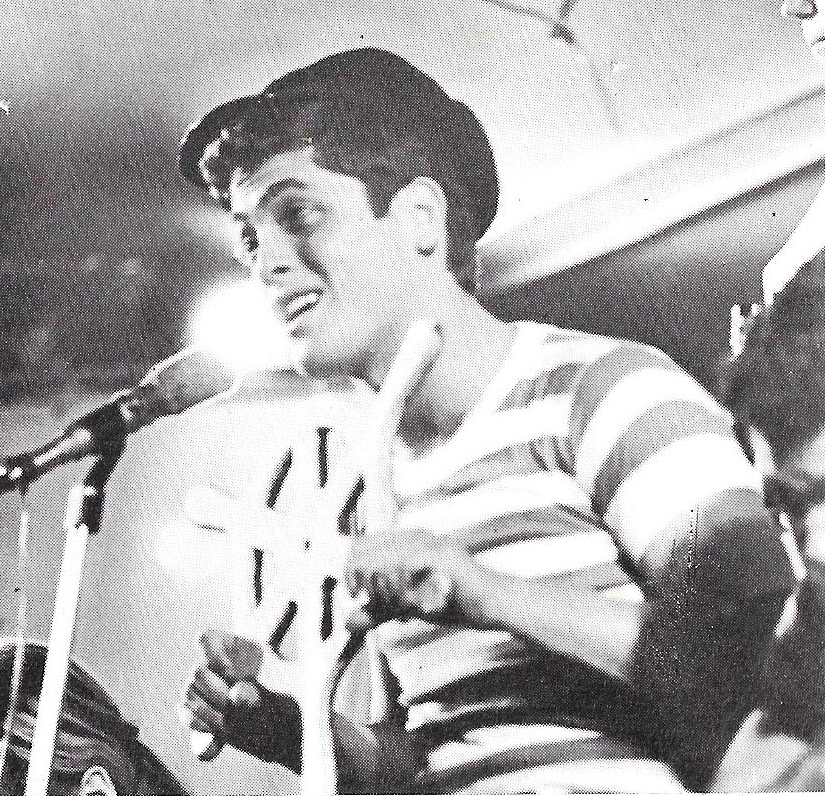
Shlomo Artzi în anul 1969 interpretand cântecul „Când voi fi mare voi fi căpitan de vapor”

În anul 1970, pe când făcea încă parte din ansamblul flotei militare, de Ziua Independenței, Shlomo Artzi a participat la Festivalul cântecului și șlagărului israelian, unde a luat locul I cu cântecul „Pitom akhshav, pitom hayom" (Deodată acum, deodată azi) cunoscut ca „Ahavtiha” (Am iubit-o)  de compozitorul Yaakov Holender pe text de poeta Tirtza Atar. Cântecul a apărut într-o nouă prelucrare în cel dintâi album al cântărețului, „Shlomo Artzi”. Unul din numerele albumului era cântecul „Tefilat Arvit” (Rugăciune de vecernie) pe un text de Alan Alexander Milne, în traducerea lui Yaakov Orland. Între cântecele mai cunoscute din album se pot menționa „Nahal Yam” de Kobi Oshrat pe text de Yossef Bakhar, „Ha'em hashlishit” (A treia mamă) de Naomi Shemer pe versuri de Nathan Alterman (care fusese pus mai devreme pe note de către Yair Rosenblum și a fost interpretat de ansamblul tanchiștilor cu solista Irit Bulka ), „Anahnu lo tzrikhim” (Et hagèshem ten rak le'itó..) (Nu ne trebuie) de Shmuel Imberman pe text de Avi Koren, și „Haím odékh yaffá?” (Mai ești frumoasă?) pe muzică și versuri de Dafna Eilat. Cântecul „Pitom ahshkhav , Pitom Hayom” a câștigat titlul de Cântec al anului la parada șlagărelor ebraice a radioteleviziunii israeliene, iar Artzi - pe cel de Cântăreț al anului.
În 1971 Artzi a jucat pentru singură dată într-un film de cinema, și anume rolul Yaron Zehavi, comandantul cetei de copii „Hasamba” în filmul cu acelaș nume al regizorului Yoel Zilberg, după cartea lui Igal Mosinson. În acelaș an Artzi a compus șlagărul de campionat al echipei de fotbal Maccabi Natania „Mamama-nanana” pe text de Ehud Manor, pe care l-a cântat împreună cu membrii echipei. De asemenea a jucat într-o revista muzicală de inspirație biblică "Avraham avinu veSara imenu" (Tatăl nostru Avraham și maica noastră Sara)
La începutul anilor 1970 a rulat la televiziunea israeliană serialul Dani Dina, pentru care Artzi a cântat cântecul de deschidere, scris de Uriel Ofek pe muzica lui Albert Piamenta. 
În 1972 Artzi s-a prezentat la Festivalul cântecului și șlagărului ebraic cu „Hashir al Eretz Sinai
La finele anului 1971 Artzi a înregistrat al doilea album al sau „Al anashim” (Despre oameni) pentru care a compus și scris majoritatea numerelor. Dintre ele au devenit vestite „Al tishal yeled” (Nu întreba, copile), „Dana”, „Lihyot leaherim” (Să devenim alții) , „Eretz Hayarok” (Țara în verde) și melodia pe care a compus-o pentru poezia lui Saul Cernihovski „Ilil”. Cântecele albumului au fost aranjate de David Krivoshey și Albert Piamenta.
În 1972 Artzi s-a prezentat la Festivalul cântecului și șlagărului ebraic cu „Hashir al Eretz Sinai” (Cântec despre Țara Sinai”) pe cuvinte de Rahel Shapira și muzica de Moni Amarillo. In acelaș an a participat la o seară de cântece pe versuri de poeți a postului Galey Tzahal, pentru care a compus și cântat „Derekh shtey nekudot” (Prin două puncte) de Yehuda Amihay și „Shir ahavá” (Cântec de dragoste - „Shney daghim” - Doi pești) pe text de poeta Dalia Ravikovich pe care l-a interpretat în duo cu Edna Goren. La sfârșitul anului Artzi a editat un al treilea album „Pitom ahar yamim rabim” (Deodată după multe zile) în care a înregistrat cântece pe texte de alți poeți: în afară de „Printre două puncte” a inclus în album numerele „Ima ktaná” (Mamă măruntă) (compus împreună cu Gadi Koren pe text de David Vogel, „Yofiha eyno yadua” (Frumusețea ei este neștiută) pe text de Nathan Zach, „Yasmin Haktaná” (Yasmin cea mică) de Haim Guri. În album a inclus și cântecul despre Țara Sinai precum și două cântece în engleză Anabel Lee de Edgar Allan Poe și „White Bird” scris și compus de Artzi însuși. Albumul acesta i-a adus din nou titlul de Cântăreț al anului.
În 1973 Artzi a înființat formația Gveret Tapuah (Doamna Tapuah - în traducere din ebraică Doamna Măr), cu aceeași echipă de instrumentiști care l-a acompaniat deja în concertele și înregistrările dinainte: Dedi Schlesinger - la organ, Shlomo Hamami - la baterie, Öcsi Stroh - la ghitara bas, și Yair Shargai la ghitara. În acel an Artzi a părăsit compania Isradisc in care si-a intregistrat primele albume și a semnat un nou contract cu compania Hed Artzi care îi va publica albumele viitoare. În anul acela Artzi s-a prezentat iarăși la Festivalul cântecului și șlagărului din Israel, ocupând locul al doilea cu „Shir baboker baboker” (Cântec dimineața-dimineața) („Pitom kam adam baboker umarghish shehu am” - Deodată se scoală omul dimineața și simte că e un popor...) pe textul unei cunoscute poezii a lui Amir Gilboa pe note de Ghidi Koren. A mai participat la o seara de cantece pe texte de poeți cu melodia pe care a compus pentru poezia lui Shaul Cernihovski „Omrim yeshna eretz” (Se spune ca există o țară...). Acest titlu l-a primit albumul scos atunci de compania Isradisc cu diverse cantece ale lui Artzi care nu fusesera incluse în albumele sale, ca de pilda, „Beshel Tapuah” (Din pricina unui măr) și „Halayla aravti” (Noaptea am stat de pândă) din emisiunea de televiziune Resissey layla tluyim (Cioburi de noapte atârnate) închinată versurilor lui Haim Nahman Bialik, de asemenea tema muzicala principala a filmului „Malkat Hakvish” (Regina șoselei) și preluări ale cântecului lui Beatles „Eleanor Rigby” și al celui lui Naomi Shemer, „Ir levaná” (Oraș alb)
Tot în 1973 Artzi a fost încununat din nou cu titlul de Cântăreț al anului in topul paradei șlagărelor posturilor de radio Kol Israel (Radiodifuziunea israeliană) și Galey Tzahal. Drept urmare el a înregistrat cântecul „Akhshav ani yodéa” (Acum eu știu) împreună cu Cântăreața anului, Ilanit, pe cuvinte de Ehud Manor si muzica lui Zvika Pick, Compozitorul anului.
În cursul anului 1973 si-a încercat norocul în străinătate, în Germania cu versiuni cover germane ale unor cântece ale sale, între care „Pitom kam adam baboker” și a înregistrat patru discuri care nu s-au bucurat de succes. La sfârșitul anului 1973 a scos un album pentru copii „Tiul beeretz hatavim” (Excursie în Țara Notelor) cu cântece și povestioare de Ghidi Koren. Alaturi de Artzi au participat la acest album si Galia Ishay, duo „Homa umigdal” (Eli Gornstein și Tzahi Noy) precum și „Cvartetul Ahim veahayot - al fraților și surorilor”. 
În Războiul de Yom Kipur Artzi și formația sa Gveret Tapuah au cântat în repetate rânduri în fața soldaților. În urma războiului impreuna cu formația Artzi a înregistrat în anul 1974 albumul „Lekhol hahaverim mehamassá myam el yam” (Tuturor amicilor din campania de la o mare la alta). Între numerele cele mai cunoscute din acest album  figurau „Zemer livní” (Cântec pentru fiul meu) pe versurile scrise de poetul Nathan Yonathan fiului său (cazut în război), „Gogo” scris de Ehud Manor, Haim meshugayim (O viață nebună) și o versiune cover a cântecului formației Hatarnegolim „Kaha stam” la care Artzi a adăugat un rând din cântecul lui Beatles „She loves you” - „She loves you, ya ba ya".
La festivalul cântecului și șlagarului din 1974 a obtinut iarăși, ultima dată, locul întâi, cu un cântec compus împreună cu Ghidi Koren, în aranjamentul lui Yaron Gershovski și pe text scris de el însuși - Balada lui Baruch Jamili. Personajul real al cântecului, un luptător din Războiul de independență al Israelului, Baruch Jamili, s-a aflat în sală și a fost prezentat publicului.

### 1975-1977
În anul 1975 Artzi a fost ales să reprezinte Israelul la Concursul Eurovision 1975 care s-a ținut la Stockholm. El a cântat cântecul „At va-aní” (Tu și eu) compus de el însuși pe text de Ehud Manor și cu care s-a clasat pe locul 11 din 19. Cântecul a devenit un hit în Israel și in urma acestui succes compania de discuri Hed Artzi l-a presat să înregistreze un nou album cu numele „At veaní”. Artzi a interpretat Cântecul de la Eurovision și în limbile germană și engleză, dar versiunile acestea nu s-au bucurat de un succes deosebit. in album au fost incluse și traduceri ale lui Artzi ale cântecelor lui „Things” al lui [[[Bobby Darin]], Teenage Idolal lui Ricky Nelson, precum și cântecul „At halakht” (Ai plecat) scris de Artzi pe melodia Adagio de Tommaso Albinoni. Manor a mai scris pentru acest album și cântecul „Mitahat la mitá” (Sub pat), iar Artzi a compus un număr suplimentar de cântece ,între care Shir Ahavá akharon (Un ultim cântec de dragoste) și „Hi Liza”. Artzi a fost ales atunci pentru a patra oară Cântăreț al anului, dar din întregul album nu a rămas vestit decât „Tu și eu”. 
În privire retrospectivă albumul „At va-ani” a marcat începutul unei perioade rele din punctul de vedere al artistului. Albumele următoare, care s-au concentrat mai ales pe căutarea unei direcții, nu au reușit la vânzări și au lăsat puține hituri.
La sfârșitul anului 1975 Artzi a montat spectacolul Miskhak 26 (Joc 26) numit așa după vârsta artistului , 26 ani, în acea vreme. Cântecele spectacolului și albumul decriau viața unui star de muzică pop în vârstă de 26 ani și a cuprins cântece de dor după copilărie precum „Shir hatnuá” (Cântecul mișcării) și „Hahaverim hayeshanim” (Amicii cei vechi), cântece umoristice precum „Hamatzil” (Salvamaristul), „Balada al Efraim” (Baladă despre Efraim) și „Yossi ben 26” (Yossi are 26 ani) care a fost scris ca o continuare la poezia lui Ayin Hilel (Yossi, yeled sheli mutzlah - Yossi, copilul meu cel reușit). Producătorul spectacolului a fost Eldad Shrim, care a și compus melodii pentru cântecele „Bou unesahek miskhak (Hai să ne jucăm), Hamizdanvot (sau „Hamaaritzot” -Admiratoarele), Yossi ben 26 (pe text de Artzi) și Shir haahavá (Cântec de dragoste - K'she lo hayá lekhá bait - Când n-aveai casă) pe cuvinte de Yehonatan Geffen. Tot în acelaș an a scos Artzi albumul pentru copii „Shlomo Artzi shar umessaper layeladim al Jan hagamad” (Shlomo Artzi cântă și povestește copiilor despre Jan cel pitic) în colaborare cuy Ilan Gilboa care a compus o parte din cântece.
Tatonările lui Artzi în căutarea unei direcții artistice personale și-au găsit expresia în albumul „Yesh li ishá, yaldá veLambretta veani gar beTel Aviv”.(Am o soție, o fetiță și un scuter, și locuiesc la Tel Aviv) produs în 1976. Albumul conținea cântece pe texte de poeți ca de exemplu „Makom històri” (Loc istoric) și „Mutar lomar” (Se poate spune) de Nathan Alterman, „Ani rotze tamid eynayim” ( Eu vreau mereu ochi) de Nathan Zach, alaturi de cântece in stiluri diverse - Ahavá 1,5,2,5 (Dragoste 1,5,2,5) în stil disco sau Yesh li ishá, yaldá veLambretta veani gar beTel Aviv” în stil swing. Artzi a compus muzica la majoritatea numerelor din acest album, care a inclus și o nouă interpretare a cântecului „Pitom akhshav, pitom hayom” („Deodată acum, deodată astăzi”). Cântecele au fost aranjate muzical și produse de Ilan Gilboa.
În 1977 a ieșit un nou album al lui Artzi, „Romansa vepiyut” (Romança și piyut) care a cuprins cântece traduse de Moshe Giora din limba ladino și ale căror melodii populare din folclorul evreilor sefarzi se află în „Cartea romanselor” si „Antologia muzicii liturgice sefarde” de Itzhak Levi. Albumul conține si cantecele liturgice „Lekhá Dodi” de rabbi Shlomo Alkabetz și „Igdal Elohim Hay” al lui Daniel Ben Yehuda. La aranjamentul muzical auparticipat Arye Levanon, Ilan Gilboa și Shimon Cohen. Albumul a fost difuzat într-un tiraj restrâns. Artzi nu se mai împăca în acea perioadă cu imaginea sa de idol al tineretului și de autor de slagare in serie.
Ulterior el a oprit vânzarea primelor sale albume și vreme de mulți ani ele nu au mai fost de găsit în magazine.
Abia în anul 2008 compania Hed artzi a republicat o parte din ele pe compact discuri sub titlul „Hashanim harishonot” „Primii ani". Cutia mai conține albumele „Shlomo Artzi”, „Al Haanashim”, „Pitom ahar yamim rabim”, „Omrim yeshna eretz”, „Lkhol hahaverim mvmassa muam el yam”, „At vaani”, „Miskhekéy 26”, „Yesh li isha, yalda velambretta vaani gar beTel Aviv” și „Romansa vepiuyt”. După 2010 au fost scoase aceste albume la vânzare pentru prima data și separat.

### Revenirea 1978-1983
În 1978 pe când compania de discuri ajunsese să pună la indoiala continuarea colaborării cu el și Artzi incepuse să se gândească la abandonarea carierei muzicale, a lansat albumul „Ghever holekh leibud” (Un bărbat în rătăcire) în producția lui Yair Shargay. Acest album a reprezentat o supriză și a izbutit mai bine decât cele precedente. El a marcat tranziția lui Artzi spre faza unor cântece mai personale. Dar și în acest album artistul a inclus cântece pe versuri de poeți: de Nathan Yonathan („Haish hahu” = Acel om, „Rak alè” = Doar o frunză, „Kemo tzipor” - Ca o pasăre); Shaul Tschernichovski (At eynekh yodáat - Tu nu știi). Albumul a fost alcatuit din opt cântece, din care șapte compuse de Artzi. Cântecul „Baleylot ani mitgaagáat” (Nopțile mi-e dor) a fost compus de Hanan Yovel pe textul lui Artzi. Una din revelațiile albumului a fost claviaturistul Moshe Levi care s-a evidențiat mai cu seamă în deschiderea la cântecul „Bărbat în rătăcire”. Levi a devenit mai apoi unul din muzicienii cei mai activi din Israel și a continuat să coopereze cu Artzi în încă un număr de albume.
În acel an a compus Artzi două cântece pentru solistul Arik Sinai - „Shir preidá” (Cântec de despărțire) și Shkah oti, amart (Uită-mă, ai spus), care au făcut parte din albumul de debut al lui Sinai in 1980.